# This Binary Universe
This Binary Universeはエレクトロニカアーティスト、BTによる5枚目のアルバム。
このCDには、DTS5.1chサラウンドサウンドとコンピュータアーティストやアニメーターによる映像を特徴としているDVDが同梱されている。このアルバムにはサーキットベンディングと呼ばれるテクニックが用いられており、それには故意に誤配線やショートさせたキーボード、子供の玩具、ファービーなどが使われている。また大半のビートとリズムは彼が掛けたかった独特のエフェクトのため、BT自身が作成したコンピュータプログラムによって作られた。そのプログラムにはStutter EditとBreak Tweakerを含む。

## トラックリスト
1. "All That Makes Us Human Continues" – 8:15
2. "Dynamic Symmetry" – 11:23
3. "The Internal Locus" – 10:27
4. "1.618" – 11:34
5. "See You On The Other Side" – 14:23
6. "The Antikythera Mechanism" – 10:06
7. "Good Morning Kaia" – 8:11

## インタビュー
This Binary Universeに焦点を当てているBTの1時間のビデオインタビューは、DivX Stage6 BT channelで視聴可能である。

## 備考
- 1曲目All That Makes Us Human Continuesは、Csoundによって書かれ完成まで6ヵ月を要した。ビデオは、曲の創作を反映する方法として、完全にコード化された。
- Dynamic Symmetry(ダイナミックシンメトリー)とは、植物の成長パターンに基づく、自然的構図法と数学的均衡のことである。
- The Internal Locusのセグメントでは、あるところで曲の全体のパーカッショントラックが4小節に圧縮されている。これは4:31から聞くことができ、4:45まで続く。
- 1.618は、黄金比の近似値小数点以下第3位である。これは、BTが数学用語またはシーケンスに因んでタイトルをつけた2曲目のトラックである。1曲目は、フィボナッチ数から名前をとった「Fibonacci Sequence」である。ビデオは自然とメカニズムで、黄金比の例を見せる。
- 黄金比とフィボナッチ数、両方ともダイナミックシンメトリーに関連している。
- アルバムカバーの画像の寸法には、黄金比が使われている。
- CDのブックレット中に見られる、各曲の為の画像は黄金長方形である。
- The Antikythera Mechanismは、古代のアナログコンピュータの遺物のことである。ギリシャのアンティキティラ島付近の沈没船で見つかった、アンティキティラ島の機械は太陽系儀だと思われている。
- Kaiaはトランソーの娘の名前であり、7曲目とそのビデオは彼女に捧げられている。またトランソーはKaiaがアルバムの製作中ほとんど膝の上に座っていて、アルバムが彼の娘のための子守唄として使われると述べた。